# Coupe du monde masculine de basket-ball 2023
Navigation
Édition précédente Édition suivante
La 19e édition du championnat du monde masculine de basket-ball, renommé Coupe du monde de basket-ball FIBA se déroule en Indonésie, au Japon et aux Philippines du 25 août au 10 septembre 2023.
Ce sera le deuxième tournoi du nouveau cycle qui a commencé en 2019. Il est prévu qu'il y aura 32 équipes dans le tournoi.
Il s'agit de la première Coupe du monde à être organisée en Indonésie et de la deuxième aux Philippines et au Japon depuis qu'ils ont accueilli le tournoi pour la première fois en 1978 et 2006 respectivement.

## Préparation de l'évènement

### Désignation du pays hôte
Le 7 juin 2016, la FIBA lance le processus de candidature.
Le 1er juin 2017, la FIBA confirme la liste des candidats à l'organisation.
- Argentine/ Uruguay[2]
- Philippines/ Japon/ Indonésie[3]
- Turquie (retrait)[4]
- Russie (retrait)[5]

La Turquie et la Russie annoncent le retrait de leur candidature, seul le trio Philippines-Japon-Indonésie et le duo Argentine-Uruguay restent candidats. Il s'agit donc de la première Coupe du monde à être disputée dans plusieurs pays.
Le 9 décembre 2017, la FIBA annonce que Coupe du monde est organisée par les Philippines, le Japon et l'Indonésie par un vote unanime après le retrait de l'Argentine et de l'Uruguay.

### Lieux retenus
Cinq sites des cinq villes hôtes accueilleront les matchs de la Coupe du monde FIBA 2023. D'une part, trois villes de la région du Grand Manille, aux Philippines, accueilleront quatre groupes du tour préliminaire, deux groupes du deuxième tour et la phase finale du tournoi à partir des quarts de finale. D'autre part, les villes d'Okinawa, au Japon, et de Jakarta accueilleront chacune deux groupes du tour préliminaire et un groupe du deuxième tour. Les Philippines accueilleront 16 équipes tandis que le Japon et l'Indonésie accueilleront 8 équipes chacun.
Voici la liste des sites qui seront utilisés pour accueillir les rencontres lors de la Coupe du monde FIBA 2023.
| Bocaue Jakarta Grand Manille Okinawa |

| Smart Araneta Coliseum (Quezon City) Mall of Asia Arena (Pasay) Philippine Arena (Bocaue) |

## Équipes qualifiées
32 équipes se sont qualifiées à l'issue des phases éliminatoires.
FIBA Afrique (5 places)
- Angola
- Cap-Vert
- Côte d'Ivoire
- Égypte
- Soudan du Sud

FIBA Amériques (7 places)
- Brésil
- Canada
- États-Unis
- Mexique
- Porto Rico
- République dominicaine
- Venezuela

FIBA Asie (6 places dont deux aux pays hôtes)
- Chine
- Iran
- Japon H
- Jordanie
- Liban
- Philippines H

FIBA Europe (12 places)
- Allemagne
- Espagne
- Finlande
- France
- Géorgie
- Grèce
- Italie
- Lettonie
- Lituanie
- Monténégro
- Serbie
- Slovénie

FIBA Océanie (2 places)
- Australie
- Nouvelle-Zélande

### Effectifs
Chaque équipe aura une liste finale de 12 joueurs ; une équipe peut choisir d'avoir un joueur naturalisé selon les règles d'éligibilité de la FIBA dans son effectif.

## Déroulement de la compétition

### Système de compétition
Le premier tour (ou tour préliminaire) s'organise en groupe de 4 équipes où les équipes de chaque groupe s'affrontent entre elles.
Les 2 premières équipes de chaque groupe se qualifient pour le second tour tandis que les 2 dernières jouent un tour de classification (pour les places 17 à 32).
Le second tour s'organise également en groupe de 4 équipes : les deux meilleures équipes d'un groupe du premier tour se rassemblent avec les deux meilleures d'un autre groupe. Les équipes ne s'étant pas déjà affrontées lors du premier tour s'affrontent et les résultats des matches du premier tour sont conservés pour définir le classement.
Les 2 premières équipes de chaque groupe du second tour se qualifient pour la phase finale à élimination directe (quart de finale, demi-finale, finale).
Les perdants des quarts de finale jouent également un tour de classification pour définir les places 5 à 8.
Règles de classement des groupes
Pour chaque phase de groupe, les équipes sont classées en fonction de leur bilan de victoire(s)/défaite(s) défini par une attribution de points (2 points par victoire, 1 point par défaite, 0 point par défaite par forfait).
Si 2 équipes ou plus ont le même bilan de vic./déf. dans le groupe, les matches entre ces équipes décident du classement. Si 2 équipes ou plus ont le même bilan entre elles, plusieurs criteres sont appliqués dans l'ordre suivant :
- Plus grande difference de points en match dans les matches entre équipes concernées
- Plus grand nombre de points marqués en match dans les matches entre équipes concernées
- Plus grande difference de points en match dans tous les matches du groupe
- Plus grand nombre de points marqués en match dans tous les matches du groupe

Si ces critères ne sont toujours pas suffisants, un tirage au sort doit décider du classement final.

### Tour préliminaire

#### Groupe A
| Rang | Équipe                 | Pts | J | G | P | Pp  | Pc  | Diff |  | Résultats (dom.\ext.)  |  |       |       |       |
| ---- | ---------------------- | --- | - | - | - | --- | --- | ---- |  | ---------------------- |  | ----- | ----- | ----- |
| 1    | République dominicaine | 6   | 3 | 3 | 0 | 249 | 230 | 19   |  | République dominicaine |  | 87-82 | 75-67 | 87-81 |
| 2    | Italie                 | 5   | 3 | 2 | 1 | 253 | 237 | 16   |  | Italie                 |  |       | 81-67 | 90-83 |
| 3    | Angola                 | 4   | 3 | 1 | 2 | 214 | 226 | -12  |  | Angola                 |  |       |       | 80-70 |
| 4    | Philippines H          | 3   | 3 | 0 | 3 | 234 | 257 | -23  |  | Philippines H          |  |       |       |       |

#### Groupe B
| Rang | Équipe        | Pts | J | G | P | Pp  | Pc  | Diff |  | Résultats (dom.\ext.) |  |       |        |        |
| ---- | ------------- | --- | - | - | - | --- | --- | ---- |  | --------------------- |  | ----- | ------ | ------ |
| 1    | Serbie        | 6   | 3 | 3 | 0 | 314 | 223 | 91   |  | Serbie                |  | 94-77 | 115-83 | 105-63 |
| 2    | Porto Rico    | 5   | 3 | 2 | 1 | 285 | 279 | 6    |  | Porto Rico            |  |       | 101-96 | 107-89 |
| 3    | Soudan du Sud | 4   | 3 | 1 | 2 | 268 | 285 | -17  |  | Soudan du Sud         |  |       |        | 89-69  |
| 4    | Chine         | 3   | 3 | 0 | 3 | 221 | 301 | -80  |  | Chine                 |  |       |        |        |

#### Groupe C
| Rang | Équipe           | Pts | J | G | P | Pp  | Pc  | Diff |  | Résultats (dom.\ext.) |  |        |       |        |
| ---- | ---------------- | --- | - | - | - | --- | --- | ---- |  | --------------------- |  | ------ | ----- | ------ |
| 1    | États-Unis       | 6   | 3 | 3 | 0 | 318 | 215 | 103  |  | États-Unis            |  | 109-81 | 99-72 | 110-62 |
| 2    | Grèce            | 5   | 3 | 2 | 1 | 256 | 254 | 2    |  | Grèce                 |  |        | 83-74 | 92-71  |
| 3    | Nouvelle-Zélande | 4   | 3 | 1 | 2 | 241 | 270 | -29  |  | Nouvelle-Zélande      |  |        |       | 95-87  |
| 4    | Jordanie         | 3   | 3 | 0 | 3 | 220 | 297 | -77  |  | Jordanie              |  |        |       |        |

#### Groupe D
| Rang | Équipe     | Pts | J | G | P | Pp  | Pc  | Diff |  | Résultats (dom.\ext.) |  |       |       |        |
| ---- | ---------- | --- | - | - | - | --- | --- | ---- |  | --------------------- |  | ----- | ----- | ------ |
| 1    | Lituanie   | 6   | 3 | 3 | 0 | 280 | 204 | 76   |  | Lituanie              |  | 91-71 | 93-67 | 96-66  |
| 2    | Monténégro | 5   | 3 | 2 | 1 | 251 | 236 | 15   |  | Monténégro            |  |       | 89-74 | 91-71  |
| 3    | Égypte     | 4   | 3 | 1 | 2 | 241 | 254 | -13  |  | Égypte                |  |       |       | 100-72 |
| 4    | Mexique    | 3   | 3 | 0 | 3 | 209 | 287 | -78  |  | Mexique               |  |       |       |        |

#### Groupe E
| Rang | Équipe    | Pts | J | G | P | Pp  | Pc  | Diff |  | Résultats (dom.\ext.) |  |       |        |        |
| ---- | --------- | --- | - | - | - | --- | --- | ---- |  | --------------------- |  | ----- | ------ | ------ |
| 1    | Allemagne | 6   | 3 | 3 | 0 | 267 | 220 | 47   |  | Allemagne             |  | 85-82 | 81-63  | 101-75 |
| 2    | Australie | 5   | 3 | 2 | 1 | 289 | 246 | 43   |  | Australie             |  |       | 109-89 | 98-72  |
| 3    | Japon H   | 4   | 3 | 1 | 2 | 250 | 278 | -28  |  | Japon H               |  |       |        | 98-88  |
| 4    | Finlande  | 3   | 3 | 0 | 3 | 235 | 297 | -62  |  | Finlande              |  |       |        |        |

#### Groupe F
| Rang | Équipe    | Pts | J | G | P | Pp  | Pc  | Diff |  | Résultats (dom.\ext.) |  |       |       |        |
| ---- | --------- | --- | - | - | - | --- | --- | ---- |  | --------------------- |  | ----- | ----- | ------ |
| 1    | Slovénie  | 6   | 3 | 3 | 0 | 280 | 229 | 51   |  | Slovénie              |  | 88-67 | 92-77 | 100-85 |
| 2    | Géorgie   | 5   | 3 | 2 | 1 | 222 | 207 | 15   |  | Géorgie               |  |       | 85-60 | 70-59  |
| 3    | Cap-Vert  | 4   | 3 | 1 | 2 | 218 | 252 | -34  |  | Cap-Vert              |  |       |       | 81-75  |
| 4    | Venezuela | 3   | 3 | 0 | 3 | 219 | 251 | -32  |  | Venezuela             |  |       |       |        |

#### Groupe G
| Rang | Équipe        | Pts | J | G | P | Pp  | Pc  | Diff |  | Résultats (dom.\ext.) |  |       |       |        |
| ---- | ------------- | --- | - | - | - | --- | --- | ---- |  | --------------------- |  | ----- | ----- | ------ |
| 1    | Espagne       | 6   | 3 | 3 | 0 | 275 | 207 | 68   |  | Espagne               |  | 96-78 | 94-64 | 85-65  |
| 2    | Brésil        | 5   | 3 | 2 | 1 | 267 | 232 | 35   |  | Brésil                |  |       | 89-77 | 100-59 |
| 3    | Côte d'Ivoire | 4   | 3 | 1 | 2 | 212 | 252 | -40  |  | Côte d'Ivoire         |  |       |       | 71-69  |
| 4    | Iran          | 3   | 3 | 0 | 3 | 193 | 256 | -63  |  | Iran                  |  |       |       |        |

#### Groupe H
| Rang | Équipe   | Pts | J | G | P | Pp  | Pc  | Diff |  | Résultats (dom.\ext.) |  |        |       |        |
| ---- | -------- | --- | - | - | - | --- | --- | ---- |  | --------------------- |  | ------ | ----- | ------ |
| 1    | Canada   | 6   | 3 | 3 | 0 | 324 | 213 | 111  |  | Canada                |  | 101-75 | 95-65 | 128-73 |
| 2    | Lettonie | 5   | 3 | 2 | 1 | 272 | 257 | 15   |  | Lettonie              |  |        | 88-86 | 109-70 |
| 3    | France   | 4   | 3 | 1 | 2 | 236 | 262 | -26  |  | France                |  |        |       | 85-79  |
| 4    | Liban    | 3   | 3 | 0 | 3 | 222 | 322 | -100 |  | Liban                 |  |        |       |        |

### Second tour

#### Groupe I
| Rang | Équipe                 | Pts | J | G | P | Pp  | Pc  | Diff |  | Résultats (dom.\ext.)  |  |       |       |        |
| ---- | ---------------------- | --- | - | - | - | --- | --- | ---- |  | ---------------------- |  | ----- | ----- | ------ |
| 1    | Italie                 | 9   | 5 | 4 | 1 | 404 | 370 | 34   |  | Italie                 |  | 78-76 | 73-57 |        |
| 2    | Serbie                 | 9   | 5 | 4 | 1 | 502 | 380 | 122  |  | Serbie                 |  |       |       | 112-79 |
| 3    | Porto Rico             | 8   | 5 | 3 | 2 | 444 | 449 | -5   |  | Porto Rico             |  |       |       | 102-97 |
| 4    | République dominicaine | 8   | 5 | 3 | 2 | 425 | 444 | -19  |  | République dominicaine |  |       |       |        |

#### Groupe J
| Rang | Équipe     | Pts | J | G | P | Pp  | Pc  | Diff |  | Résultats (dom.\ext.) |  |         |       |       |
| ---- | ---------- | --- | - | - | - | --- | --- | ---- |  | --------------------- |  | ------- | ----- | ----- |
| 1    | Lituanie   | 10  | 5 | 5 | 0 | 482 | 375 | 107  |  | Lituanie              |  | 110-104 |       | 92-67 |
| 2    | États-Unis | 9   | 5 | 4 | 1 | 507 | 398 | 109  |  | États-Unis            |  |         | 85-73 |       |
| 3    | Monténégro | 8   | 5 | 3 | 2 | 397 | 390 | 7    |  | Monténégro            |  |         |       | 73-69 |
| 4    | Grèce      | 7   | 5 | 2 | 3 | 402 | 419 | -17  |  | Grèce                 |  |         |       |       |

#### Groupe K
| Rang | Équipe    | Pts | J | G | P | Pp  | Pc  | Diff |  | Résultats (dom.\ext.) |  |        |       |        |
| ---- | --------- | --- | - | - | - | --- | --- | ---- |  | --------------------- |  | ------ | ----- | ------ |
| 1    | Allemagne | 10  | 5 | 5 | 0 | 467 | 364 | 103  |  | Allemagne             |  | 100-71 |       | 100-73 |
| 2    | Slovénie  | 9   | 5 | 4 | 1 | 442 | 409 | 33   |  | Slovénie              |  |        | 91-80 |        |
| 3    | Australie | 8   | 5 | 3 | 2 | 469 | 391 | 78   |  | Australie             |  |        |       | 100-84 |
| 4    | Géorgie   | 7   | 5 | 2 | 3 | 379 | 407 | -28  |  | Géorgie               |  |        |       |        |

#### Groupe L
| Rang | Équipe   | Pts | J | G | P | Pp  | Pc  | Diff |  | Résultats (dom.\ext.) |  |  |       |        |
| ---- | -------- | --- | - | - | - | --- | --- | ---- |  | --------------------- |  |  | ----- | ------ |
| 1    | Canada   | 9   | 5 | 4 | 1 | 477 | 367 | 110  |  | Canada                |  |  | 88-85 | 65-69  |
| 2    | Lettonie | 9   | 5 | 4 | 1 | 450 | 410 | 40   |  | Lettonie              |  |  | 74-69 | 104-84 |
| 3    | Espagne  | 8   | 5 | 3 | 2 | 429 | 369 | 60   |  | Espagne               |  |  |       |        |
| 4    | Brésil   | 8   | 5 | 3 | 2 | 420 | 401 | 19   |  | Brésil                |  |  |       |        |

### Tour de classement - places 17 à 32

#### Groupe M
| Rang | Équipe        | Pts | J | G | P | Pp  | Pc  | Diff |  | Résultats (dom.\ext.) |  |       |        |       |
| ---- | ------------- | --- | - | - | - | --- | --- | ---- |  | --------------------- |  | ----- | ------ | ----- |
| 1    | Soudan du Sud | 8   | 5 | 3 | 2 | 456 | 431 | 25   |  | Soudan du Sud         |  | 87-68 | 101-78 |       |
| 2    | Philippines H | 6   | 5 | 1 | 4 | 398 | 419 | -21  |  | Philippines H         |  |       |        | 96-75 |
| 3    | Angola        | 6   | 5 | 1 | 4 | 368 | 410 | -42  |  | Angola                |  |       |        | 76-83 |
| 4    | Chine         | 6   | 5 | 1 | 4 | 379 | 473 | -94  |  | Chine                 |  |       |        |       |

#### Groupe N
| Rang | Équipe           | Pts | J | G | P | Pp  | Pc  | Diff |  | Résultats (dom.\ext.) |  |       |         |       |
| ---- | ---------------- | --- | - | - | - | --- | --- | ---- |  | --------------------- |  | ----- | ------- | ----- |
| 1    | Égypte           | 7   | 5 | 2 | 3 | 412 | 411 | 1    |  | Égypte                |  | 86-88 |         | 85-69 |
| 2    | Nouvelle-Zélande | 7   | 5 | 2 | 3 | 429 | 463 | -34  |  | Nouvelle-Zélande      |  |       | 100-108 |       |
| 3    | Mexique          | 7   | 5 | 2 | 3 | 410 | 467 | -57  |  | Mexique               |  |       |         | 93-80 |
| 4    | Jordanie         | 5   | 5 | 0 | 5 | 369 | 475 | -106 |  | Jordanie              |  |       |         |       |

#### Groupe O
| Rang | Équipe    | Pts | J | G | P | Pp  | Pc  | Diff |  | Résultats (dom.\ext.) |  |  |        |       |
| ---- | --------- | --- | - | - | - | --- | --- | ---- |  | --------------------- |  |  | ------ | ----- |
| 1    | Japon H   | 8   | 5 | 3 | 2 | 416 | 426 | -10  |  | Japon H               |  |  | 80-71  | 86-77 |
| 2    | Finlande  | 7   | 5 | 2 | 3 | 425 | 449 | -24  |  | Finlande              |  |  | 100-77 | 90-75 |
| 3    | Cap-Vert  | 6   | 5 | 1 | 4 | 366 | 432 | -66  |  | Cap-Vert              |  |  |        |       |
| 4    | Venezuela | 5   | 5 | 0 | 5 | 371 | 427 | -56  |  | Venezuela             |  |  |        |       |

#### Groupe P
| Rang | Équipe        | Pts | J | G | P | Pp  | Pc  | Diff |  | Résultats (dom.\ext.) |  |  |       |       |
| ---- | ------------- | --- | - | - | - | --- | --- | ---- |  | --------------------- |  |  | ----- | ----- |
| 1    | France        | 8   | 5 | 3 | 2 | 405 | 394 | 11   |  | France                |  |  | 87-77 | 82-55 |
| 2    | Liban         | 7   | 5 | 2 | 3 | 397 | 479 | -82  |  | Liban                 |  |  | 94-84 | 81-73 |
| 3    | Côte d'Ivoire | 6   | 5 | 1 | 4 | 373 | 433 | -60  |  | Côte d'Ivoire         |  |  |       |       |
| 4    | Iran          | 5   | 5 | 0 | 5 | 321 | 419 | -98  |  | Iran                  |  |  |       |       |

### Phase à élimination directe

#### Tableau final
|  | Quarts de finale         | Quarts de finale         | Quarts de finale         | Quarts de finale         |            |            | Demi-finales             | Demi-finales             | Demi-finales                  | Demi-finales                  |                               |                               | Finale                    | Finale                    | Finale                    | Finale                    |
|  |                          |                          |                          |                          |            |            |                          |                          |                               |                               |                               |                               |                           |                           |                           |                           |
|  | 5 septembre 2023 - Pasay | 5 septembre 2023 - Pasay | 5 septembre 2023 - Pasay | 5 septembre 2023 - Pasay |            |            | 8 septembre 2023 - Pasay | 8 septembre 2023 - Pasay | 8 septembre 2023 - Pasay      | 8 septembre 2023 - Pasay      |                               |                               | 10 septembre 2023 - Pasay | 10 septembre 2023 - Pasay | 10 septembre 2023 - Pasay | 10 septembre 2023 - Pasay |
|  | 5 septembre 2023 - Pasay | 5 septembre 2023 - Pasay | 5 septembre 2023 - Pasay | 5 septembre 2023 - Pasay |            |            | 8 septembre 2023 - Pasay | 8 septembre 2023 - Pasay | 8 septembre 2023 - Pasay      | 8 septembre 2023 - Pasay      |                               |                               | 10 septembre 2023 - Pasay | 10 septembre 2023 - Pasay | 10 septembre 2023 - Pasay | 10 septembre 2023 - Pasay |
|  | I1                       | Italie                   | 63                       | 63                       |            |            | 8 septembre 2023 - Pasay | 8 septembre 2023 - Pasay | 8 septembre 2023 - Pasay      | 8 septembre 2023 - Pasay      |                               |                               | 10 septembre 2023 - Pasay | 10 septembre 2023 - Pasay | 10 septembre 2023 - Pasay | 10 septembre 2023 - Pasay |
|  | I1                       | Italie                   | 63                       | 63                       |            |            | 8 septembre 2023 - Pasay | 8 septembre 2023 - Pasay | 8 septembre 2023 - Pasay      | 8 septembre 2023 - Pasay      |                               |                               | 10 septembre 2023 - Pasay | 10 septembre 2023 - Pasay | 10 septembre 2023 - Pasay | 10 septembre 2023 - Pasay |
|  | J2                       | États-Unis               | 100                      | 100                      |            |            | 8 septembre 2023 - Pasay | 8 septembre 2023 - Pasay | 8 septembre 2023 - Pasay      | 8 septembre 2023 - Pasay      |                               |                               | 10 septembre 2023 - Pasay | 10 septembre 2023 - Pasay | 10 septembre 2023 - Pasay | 10 septembre 2023 - Pasay |
|  | J2                       | États-Unis               | 100                      | 100                      | États-Unis | États-Unis | 111                      | 111                      |                               |                               |                               |                               | 10 septembre 2023 - Pasay | 10 septembre 2023 - Pasay | 10 septembre 2023 - Pasay | 10 septembre 2023 - Pasay |
|  | 6 septembre 2023 - Pasay |                          |                          |                          | États-Unis | États-Unis | 111                      | 111                      |                               |                               |                               |                               | 10 septembre 2023 - Pasay | 10 septembre 2023 - Pasay | 10 septembre 2023 - Pasay | 10 septembre 2023 - Pasay |
|  |                          |                          | Allemagne                | Allemagne                | 113        | 113        |                          |                          |                               |                               |                               |                               | 10 septembre 2023 - Pasay | 10 septembre 2023 - Pasay | 10 septembre 2023 - Pasay | 10 septembre 2023 - Pasay |
|  | K1                       | Allemagne                | Allemagne                | Allemagne                | 113        | 113        | 81                       | 81                       |                               |                               |                               |                               | 10 septembre 2023 - Pasay | 10 septembre 2023 - Pasay | 10 septembre 2023 - Pasay | 10 septembre 2023 - Pasay |
|  | K1                       | Allemagne                | 8 septembre 2023 - Pasay |                          |            |            | 81                       | 81                       |                               |                               |                               |                               | 10 septembre 2023 - Pasay | 10 septembre 2023 - Pasay | 10 septembre 2023 - Pasay | 10 septembre 2023 - Pasay |
|  | L2                       | Lettonie                 | 79                       | 79                       |            |            |                          |                          |                               |                               |                               |                               | 10 septembre 2023 - Pasay | 10 septembre 2023 - Pasay | 10 septembre 2023 - Pasay | 10 septembre 2023 - Pasay |
|  | L2                       | Lettonie                 | 79                       | 79                       | Allemagne  | Allemagne  | 83                       | 83                       |                               |                               |                               |                               |                           |                           |                           |                           |
|  | 5 septembre 2023 - Pasay |                          |                          |                          | Allemagne  | Allemagne  | 83                       | 83                       |                               |                               |                               |                               |                           |                           |                           |                           |
|  |                          |                          | Serbie                   | Serbie                   | 77         | 77         |                          |                          |                               |                               |                               |                               |                           |                           |                           |                           |
|  | J1                       | Lituanie                 | Serbie                   | Serbie                   | 77         | 77         | 68                       | 68                       |                               |                               |                               |                               |                           |                           |                           |                           |
|  | J1                       | Lituanie                 |                          |                          |            |            |                          |                          |                               |                               |                               |                               |                           |                           |                           |                           |
|  | I2                       | Serbie                   | 87                       | 87                       |            |            |                          |                          |                               |                               |                               |                               |                           |                           |                           |                           |
|  | I2                       | Serbie                   | 87                       | 87                       | Serbie     | Serbie     | 95                       | 95                       | Match pour la troisième place | Match pour la troisième place | Match pour la troisième place | Match pour la troisième place |                           |                           |                           |                           |
|  | 6 septembre 2023 - Pasay |                          |                          |                          | Serbie     | Serbie     | 95                       | 95                       | Match pour la troisième place | Match pour la troisième place | Match pour la troisième place | Match pour la troisième place |                           |                           |                           |                           |
|  |                          |                          | Canada                   | Canada                   | 86         | 86         |                          |                          | 10 septembre 2023 - Pasay     | 10 septembre 2023 - Pasay     | 10 septembre 2023 - Pasay     | 10 septembre 2023 - Pasay     |                           |                           |                           |                           |
|  | L1                       | Canada                   | Canada                   | Canada                   | 86         | 86         | 100                      | 100                      | 10 septembre 2023 - Pasay     | 10 septembre 2023 - Pasay     | 10 septembre 2023 - Pasay     | 10 septembre 2023 - Pasay     |                           |                           |                           |                           |
|  | L1                       | Canada                   |                          |                          |            |            |                          | 100                      |                               |                               | États-Unis                    | États-Unis                    | 118                       | 118                       |                           |                           |
|  | K2                       | Slovénie                 | 89                       | 89                       |            |            |                          |                          |                               |                               | États-Unis                    | États-Unis                    | 118                       | 118                       |                           |                           |
|  | K2                       | Slovénie                 | 89                       | 89                       | Canada     | Canada     | 127 ap                   | 127 ap                   |                               |                               |                               |                               |                           |                           |                           |                           |
|  |                          |                          |                          |                          |            |            |                          |                          |                               |                               |                               |                               |                           |                           |                           |                           |

#### Tournoi de classement
|  | Matchs de classement     | Matchs de classement     | Matchs de classement     | Matchs de classement     |                |          | Cinquième place          | Cinquième place          | Cinquième place          | Cinquième place          |
|  |                          |                          |                          |                          |                |          |                          |                          |                          |                          |
|  | 7 septembre 2023 - Pasay | 7 septembre 2023 - Pasay | 7 septembre 2023 - Pasay | 7 septembre 2023 - Pasay |                |          | 9 septembre 2023 - Pasay | 9 septembre 2023 - Pasay | 9 septembre 2023 - Pasay | 9 septembre 2023 - Pasay |
|  | Italie                   | Italie                   | 82                       | 82                       |                |          | 9 septembre 2023 - Pasay | 9 septembre 2023 - Pasay | 9 septembre 2023 - Pasay | 9 septembre 2023 - Pasay |
|  | Italie                   | Italie                   | 82                       | 82                       |                |          | 9 septembre 2023 - Pasay | 9 septembre 2023 - Pasay | 9 septembre 2023 - Pasay | 9 septembre 2023 - Pasay |
|  | Lettonie                 | Lettonie                 | 87                       | 87                       |                |          | 9 septembre 2023 - Pasay | 9 septembre 2023 - Pasay | 9 septembre 2023 - Pasay | 9 septembre 2023 - Pasay |
|  | Lettonie                 | Lettonie                 | 87                       | 87                       | Lettonie       | Lettonie | 98                       | 98                       |                          |                          |
|  | 7 septembre 2023 - Pasay |                          |                          |                          | Lettonie       | Lettonie | 98                       | 98                       |                          |                          |
|  |                          |                          | Lituanie                 | Lituanie                 | 63             | 63       |                          |                          |                          |                          |
|  | Lituanie                 | Lituanie                 | Lituanie                 | Lituanie                 | 63             | 63       | 100                      | 100                      |                          |                          |
|  | Lituanie                 | Lituanie                 |                          |                          |                |          |                          | 100                      |                          |                          |
|  | Slovénie                 | Slovénie                 | 84                       | 84                       |                |          |                          |                          |                          |                          |
|  | Slovénie                 | Slovénie                 | 84                       | 84                       | Septième place |          |                          |                          |                          |                          |
|  |                          |                          |                          |                          |                |          |                          |                          |                          |                          |
|  | 9 septembre 2023 - Pasay |                          |                          |                          |                |          |                          |                          |                          |                          |
|  | Italie                   | Italie                   | 85                       | 85                       |                |          |                          |                          |                          |                          |
|  | Italie                   | Italie                   | 85                       | 85                       |                |          |                          |                          |                          |                          |
|  | Slovénie                 | Slovénie                 | 89                       | 89                       |                |          |                          |                          |                          |                          |
|  | Slovénie                 | Slovénie                 | 89                       | 89                       |                |          |                          |                          |                          |                          |

#### Quarts de finale
| 5 septembre 2023 16h45 | Rapport | Lituanie                                                                             | 68-87                               | Serbie                                                                         |  | Mall of Asia Arena, Pasay Affluence : 6 223 Arbitres : Omar Bermúdez Mārtiņš Kozlovskis Johnny Batista |
| 5 septembre 2023 16h45 | Rapport | Score par quart-temps : 25-24, 13-25, 17-24, 13-14                                   |                                     |                                                                                |  | Mall of Asia Arena, Pasay Affluence : 6 223 Arbitres : Omar Bermúdez Mārtiņš Kozlovskis Johnny Batista |
| 5 septembre 2023 16h45 | Rapport | Score par mi-temps : 38-49, 30-38                                                    |                                     |                                                                                |  | Mall of Asia Arena, Pasay Affluence : 6 223 Arbitres : Omar Bermúdez Mārtiņš Kozlovskis Johnny Batista |
| 5 septembre 2023 16h45 | Rapport | Tadas Sedekerskis, 14 Tadas Sedekerskis, 9 Rokas Jokubaitis, 9 Tadas Sedekerskis, 21 | Points Rebonds Passes d. Évaluation | Bogdan Bogdanović, 21 Filip Petrušev, 6 Marko Gudurić, 6 Bogdan Bogdanović, 25 |  | Mall of Asia Arena, Pasay Affluence : 6 223 Arbitres : Omar Bermúdez Mārtiņš Kozlovskis Johnny Batista |

| 5 septembre 2023 20h40 | Rapport | Italie                                                                       | 63-100                              | États-Unis                                                                  |  | Mall of Asia Arena, Pasay Affluence : 9 764 Arbitres : Julio Anaya Ademir Zurapović Juan Fernández |
| 5 septembre 2023 20h40 | Rapport | Score par quart-temps : 14-24, 10-22, 20-37, 19-17                           |                                     |                                                                             |  | Mall of Asia Arena, Pasay Affluence : 9 764 Arbitres : Julio Anaya Ademir Zurapović Juan Fernández |
| 5 septembre 2023 20h40 | Rapport | Score par mi-temps : 24-46, 39-54                                            |                                     |                                                                             |  | Mall of Asia Arena, Pasay Affluence : 9 764 Arbitres : Julio Anaya Ademir Zurapović Juan Fernández |
| 5 septembre 2023 20h40 | Rapport | Simone Fontecchio, 18 Nicolò Melli, 9 Stefano Tonut, 5 Simone Fontecchio, 19 | Points Rebonds Passes d. Évaluation | Mikal Bridges, 24 Bridges, Portis, 7 Tyrese Haliburton, 5 Mikal Bridges, 32 |  | Mall of Asia Arena, Pasay Affluence : 9 764 Arbitres : Julio Anaya Ademir Zurapović Juan Fernández |

| 6 septembre 2023 16h45 | Rapport | Allemagne                                                                | 81-79                               | Lettonie                                                                |  | Mall of Asia Arena, Pasay Affluence : 7 584 Arbitres : Antonio Conde Yohan Rosso Martin Vulić |
| 6 septembre 2023 16h45 | Rapport | Score par quart-temps : 13-16, 23-18, 26-25, 19-20                       |                                     |                                                                         |  | Mall of Asia Arena, Pasay Affluence : 7 584 Arbitres : Antonio Conde Yohan Rosso Martin Vulić |
| 6 septembre 2023 16h45 | Rapport | Score par mi-temps : 36-34, 45-45                                        |                                     |                                                                         |  | Mall of Asia Arena, Pasay Affluence : 7 584 Arbitres : Antonio Conde Yohan Rosso Martin Vulić |
| 6 septembre 2023 16h45 | Rapport | Franz Wagner, 16 F. Wagner, Theis, 8 Dennis Schröder, 4 Franz Wagner, 22 | Points Rebonds Passes d. Évaluation | Artūrs Žagars, 24 Rodions Kurucs, 10 Artūrs Žagars, 8 Artūrs Žagars, 24 |  | Mall of Asia Arena, Pasay Affluence : 7 584 Arbitres : Antonio Conde Yohan Rosso Martin Vulić |

| 6 septembre 2023 20h30 | Rapport | Canada | 100-89                              | Slovénie                                                             |  | Mall of Asia Arena, Pasay Affluence : 11 710 Arbitres : Roberto Vázquez Manuel Mazzoni Gatis Saliņš |
| 6 septembre 2023 20h30 | Rapport | Score par quart-temps : 26-24, 24-26, 30-21, 20-18                                                                |                                     |                                                                      |  | Mall of Asia Arena, Pasay Affluence : 11 710 Arbitres : Roberto Vázquez Manuel Mazzoni Gatis Saliņš |
| 6 septembre 2023 20h30 | Rapport | Score par mi-temps : 50-50, 50-39                                                                                 |                                     |                                                                      |  | Mall of Asia Arena, Pasay Affluence : 11 710 Arbitres : Roberto Vázquez Manuel Mazzoni Gatis Saliņš |
| 6 septembre 2023 20h30 | Rapport | Shai Gilgeous-Alexander, 31 Shai Gilgeous-Alexander, 10 Gilgeous-Alexander, Olynyk, 4 Shai Gilgeous-Alexander, 40 | Points Rebonds Passes d. Évaluation | Luka Dončić, 26 Mike Tobey, 6 Luka Dončić, 5 Dončić, K. Prepelič, 21 |  | Mall of Asia Arena, Pasay Affluence : 11 710 Arbitres : Roberto Vázquez Manuel Mazzoni Gatis Saliņš |

#### Matchs de classement
| 7 septembre 2023 16h45 | Rapport | Italie                                                            | 82-87                               | Lettonie                                                                      |  | Mall of Asia Arena, Pasay Affluence : 4 579 Arbitres : Ademir Zurapović Takaki Kato Blanca Burns |
| 7 septembre 2023 16h45 | Rapport | Score par quart-temps : 26-18, 16-28, 18-21, 22-20                |                                     |                                                                               |  | Mall of Asia Arena, Pasay Affluence : 4 579 Arbitres : Ademir Zurapović Takaki Kato Blanca Burns |
| 7 septembre 2023 16h45 | Rapport | Score par mi-temps : 42-46, 40-41                                 |                                     |                                                                               |  | Mall of Asia Arena, Pasay Affluence : 4 579 Arbitres : Ademir Zurapović Takaki Kato Blanca Burns |
| 7 septembre 2023 16h45 | Rapport | Luigi Datome, 20 Nicolò Melli, 9 Marco Spissu, 7 Marco Spissu, 19 | Points Rebonds Passes d. Évaluation | Andrejs Gražulis, 28 Andrejs Gražulis, 6 Aigars Šķēle, 9 Andrejs Gražulis, 36 |  | Mall of Asia Arena, Pasay Affluence : 4 579 Arbitres : Ademir Zurapović Takaki Kato Blanca Burns |

| 7 septembre 2023 20h30 | Rapport | Lituanie                                                                                  | 100-84                              | Slovénie                                                        |  | Mall of Asia Arena, Pasay Affluence : 11 003 Arbitres : Matthew Kallio Omar Bermúdez Johnny Batista |
| 7 septembre 2023 20h30 | Rapport | Score par quart-temps : 33-21, 20-22, 22-20, 25-21                                        |                                     |                                                                 |  | Mall of Asia Arena, Pasay Affluence : 11 003 Arbitres : Matthew Kallio Omar Bermúdez Johnny Batista |
| 7 septembre 2023 20h30 | Rapport | Score par mi-temps : 53-43, 47-41                                                         |                                     |                                                                 |  | Mall of Asia Arena, Pasay Affluence : 11 003 Arbitres : Matthew Kallio Omar Bermúdez Johnny Batista |
| 7 septembre 2023 20h30 | Rapport | Jonas Valančiūnas, 24 Jonas Valančiūnas, 12 Vaidas Kariniauskas, 10 Jonas Valančiūnas, 29 | Points Rebonds Passes d. Évaluation | Luka Dončić, 29 Mike Tobey, 9 Zoran Dragić, 3 Trois joueurs, 17 |  | Mall of Asia Arena, Pasay Affluence : 11 003 Arbitres : Matthew Kallio Omar Bermúdez Johnny Batista |

| 9 septembre 2023 16h45 | Rapport | Italie                                                                | 85-89                               | Slovénie                                                       |  | Mall of Asia Arena, Pasay Affluence : 10 775 Arbitres : Ademir Zurapović Mārtiņš Kozlovskis Martin Vulić |
| 9 septembre 2023 16h45 | Rapport | Score par quart-temps : 18-15, 23-27, 19-28, 25-19                    |                                     |                                                                |  | Mall of Asia Arena, Pasay Affluence : 10 775 Arbitres : Ademir Zurapović Mārtiņš Kozlovskis Martin Vulić |
| 9 septembre 2023 16h45 | Rapport | Score par mi-temps : 41-42, 44-47                                     |                                     |                                                                |  | Mall of Asia Arena, Pasay Affluence : 10 775 Arbitres : Ademir Zurapović Mārtiņš Kozlovskis Martin Vulić |
| 9 septembre 2023 16h45 | Rapport | Marco Spissu, 22 Achille Polonara, 7 Nicolò Melli, 5 Marco Spissu, 21 | Points Rebonds Passes d. Évaluation | Luka Dončić, 29 Luka Dončić, 10 Luka Dončić, 8 Luka Dončić, 32 |  | Mall of Asia Arena, Pasay Affluence : 10 775 Arbitres : Ademir Zurapović Mārtiņš Kozlovskis Martin Vulić |

| 9 septembre 2023 20h30 | Rapport | Lettonie                                                                | 98-63                               | Lituanie                                                                            |  | Mall of Asia Arena, Pasay Arbitres : Manuel Mazzoni Blanca Burns Johnny Batista |
| 9 septembre 2023 20h30 | Rapport | Score par quart-temps : 28-20, 21-18, 28-9, 21-16                       |                                     |                                                                                     |  | Mall of Asia Arena, Pasay Arbitres : Manuel Mazzoni Blanca Burns Johnny Batista |
| 9 septembre 2023 20h30 | Rapport | Score par mi-temps : 49-38, 49-25                                       |                                     |                                                                                     |  | Mall of Asia Arena, Pasay Arbitres : Manuel Mazzoni Blanca Burns Johnny Batista |
| 9 septembre 2023 20h30 | Rapport | Artūrs Kurucs, 20 Quatre joueurs, 6 Artūrs Žagars, 17 Artūrs Kurucs, 23 | Points Rebonds Passes d. Évaluation | Rokas Jokubaitis, 16 Tadas Sedekerskis, 10 Iggy Brazdeikis, 3 Jonas Valančiūnas, 20 |  | Mall of Asia Arena, Pasay Arbitres : Manuel Mazzoni Blanca Burns Johnny Batista |

#### Demi-finales
| 8 septembre 2023 16h45 | Rapport | Serbie                                                                           | 95-86                               | Canada                                                                                   |  | Mall of Asia Arena, Pasay Affluence : 8 630 Arbitres : Yohan Rosso Julio Anaya Manuel Mazzoni |
| 8 septembre 2023 16h45 | Rapport | Score par quart-temps : 23-15, 29-24, 23-24, 20-23                               |                                     |                                                                                          |  | Mall of Asia Arena, Pasay Affluence : 8 630 Arbitres : Yohan Rosso Julio Anaya Manuel Mazzoni |
| 8 septembre 2023 16h45 | Rapport | Score par mi-temps : 52-39, 43-47                                                |                                     |                                                                                          |  | Mall of Asia Arena, Pasay Affluence : 8 630 Arbitres : Yohan Rosso Julio Anaya Manuel Mazzoni |
| 8 septembre 2023 16h45 | Rapport | Bogdan Bogdanović, 23 Nikola Milutinov, 10 Stefan Jović, 5 Bogdan Bogdanović, 28 | Points Rebonds Passes d. Évaluation | R. J. Barrett, 23 Cinq joueurs, 3 Shai Gilgeous-Alexander, 9 Shai Gilgeous-Alexander, 22 |  | Mall of Asia Arena, Pasay Affluence : 8 630 Arbitres : Yohan Rosso Julio Anaya Manuel Mazzoni |

| 8 septembre 2023 20h40 | Rapport | États-Unis                                                                      | 111-113                             | Allemagne                                                                |  | Mall of Asia Arena, Pasay Affluence : 11 011 Arbitres : Antonio Conde Boris Krejič Gatis Saliņš |
| 8 septembre 2023 20h40 | Rapport | Score par quart-temps : 31-33, 29-26, 24-35, 27-19                              |                                     |                                                                          |  | Mall of Asia Arena, Pasay Affluence : 11 011 Arbitres : Antonio Conde Boris Krejič Gatis Saliņš |
| 8 septembre 2023 20h40 | Rapport | Score par mi-temps : 60-59, 51-54                                               |                                     |                                                                          |  | Mall of Asia Arena, Pasay Affluence : 11 011 Arbitres : Antonio Conde Boris Krejič Gatis Saliņš |
| 8 septembre 2023 20h40 | Rapport | Anthony Edwards, 23 Anthony Edwards, 8 Tyrese Haliburton, 8 Anthony Edwards, 26 | Points Rebonds Passes d. Évaluation | Andreas Obst, 24 Theis, Voigtmann, 7 Dennis Schröder, 9 Daniel Theis, 26 |  | Mall of Asia Arena, Pasay Affluence : 11 011 Arbitres : Antonio Conde Boris Krejič Gatis Saliņš |

#### Troisième place
| 10 septembre 2023 16h30 | Rapport | États-Unis                                                                  | 118-127                             | Canada                                                                             | OT | Mall of Asia Arena, Pasay Affluence : 10 666 Arbitres : Yohan Rosso Julio Anaya Takaki Kato |
| 10 septembre 2023 16h30 | Rapport | Score par quart-temps : 25-34, 31-24, 26-33, 29-20, OT : 7-16               |                                     |                                                                                    | OT | Mall of Asia Arena, Pasay Affluence : 10 666 Arbitres : Yohan Rosso Julio Anaya Takaki Kato |
| 10 septembre 2023 16h30 | Rapport | Score par mi-temps : 56-58, 55-53                                           |                                     |                                                                                    | OT | Mall of Asia Arena, Pasay Affluence : 10 666 Arbitres : Yohan Rosso Julio Anaya Takaki Kato |
| 10 septembre 2023 16h30 | Rapport | Anthony Edwards, 24 Mikal Bridges, 9 Tyrese Haliburton, 7 Mikal Bridges, 23 | Points Rebonds Passes d. Évaluation | Dillon Brooks, 39 Barrett, Powell, 7 Shai Gilgeous-Alexander, 12 Dillon Brooks, 42 | OT | Mall of Asia Arena, Pasay Affluence : 10 666 Arbitres : Yohan Rosso Julio Anaya Takaki Kato |

#### Finale
| 10 septembre 2023 20h40 | Rapport | Allemagne                                                                              | 83-77                               | Serbie                                                                          |  | Mall of Asia Arena, Pasay Affluence : 12 022 Arbitres : Roberto Vázquez Omar Bermúdez Gatis Saliņš |
| 10 septembre 2023 20h40 | Rapport | Score par quart-temps : 23-26, 24-21, 22-10, 14-20                                     |                                     |                                                                                 |  | Mall of Asia Arena, Pasay Affluence : 12 022 Arbitres : Roberto Vázquez Omar Bermúdez Gatis Saliņš |
| 10 septembre 2023 20h40 | Rapport | Score par mi-temps : 47-47, 36-30                                                      |                                     |                                                                                 |  | Mall of Asia Arena, Pasay Affluence : 12 022 Arbitres : Roberto Vázquez Omar Bermúdez Gatis Saliņš |
| 10 septembre 2023 20h40 | Rapport | Dennis Schröder, 28 Johannes Voigtmann, 8 Johannes Voigtmann, 3 Johannes Voigtmann, 22 | Points Rebonds Passes d. Évaluation | Aleksa Avramović, 21 Nikola Jović, 8 Bogdan Bogdanović, 5 Bogdan Bogdanović, 22 |  | Mall of Asia Arena, Pasay Affluence : 12 022 Arbitres : Roberto Vázquez Omar Bermúdez Gatis Saliņš |

## Classement final
|  | Qualifié pour les Jeux olympiques 2024 en fonction de leur zone géographique FIBA (*) |
|  | Qualifié pour un des tournois de qualification olympique 2024 (**)                    |
|  | Qualifié pour les Jeux olympiques 2024 en tant que pays organisateur                  |

(*) Les deux meilleures équipes de la zone Europe, les deux meilleures équipes de la zone Amériques, la meilleure équipe de la zone Afrique, la meilleure équipe de la zone Asie et la meilleure équipe de la zone Océanie sont qualifiées directement pour les Jeux
(**) Après les qualifiés directs de chaque zone pour les Jeux, les 16 meilleures équipes restantes sont qualifiées pour l’un des 4 tournois de qualification olympique de 2024.
| #  | Équipe                 | MJ | Vic-Déf | Pm  | Pe  | Diff | Parcours          |
| -- | ---------------------- | -- | ------- | --- | --- | ---- | ----------------- |
| 1  | Allemagne              | 8  | 8-0     | 744 | 631 | +113 | Vainqueur         |
| 2  | Serbie                 | 8  | 6-2     | 761 | 617 | +144 | Finaliste         |
| 3  | Canada                 | 8  | 6-2     | 790 | 669 | +121 | Troisième         |
| 4  | États-Unis             | 8  | 5-3     | 836 | 701 | +135 | Quatrième         |
|    |                        |    |         |     |     |      |                   |
| 5  | Lettonie               | 8  | 6-2     | 714 | 636 | +78  | Quarts de finale  |
| 6  | Lituanie               | 8  | 6-2     | 713 | 644 | +69  | Quarts de finale  |
| 7  | Slovénie               | 8  | 5-3     | 704 | 694 | +10  | Quarts de finale  |
| 8  | Italie                 | 8  | 4-4     | 634 | 646 | -12  | Quarts de finale  |
|    |                        |    |         |     |     |      |                   |
| 9  | Espagne                | 5  | 3-2     | 429 | 369 | +60  | Second tour       |
| 10 | Australie              | 5  | 3-2     | 469 | 421 | +48  | Second tour       |
| 11 | Monténégro             | 5  | 3-2     | 397 | 390 | +7   | Second tour       |
| 12 | Porto Rico             | 5  | 3-2     | 444 | 449 | -5   | Second tour       |
| 13 | Brésil                 | 5  | 3-2     | 420 | 401 | +19  | Second tour       |
| 14 | République dominicaine | 5  | 3-2     | 425 | 444 | -19  | Second tour       |
| 15 | Grèce                  | 5  | 2-3     | 392 | 419 | -27  | Second tour       |
| 16 | Géorgie                | 5  | 2-3     | 379 | 307 | -28  | Second tour       |
|    |                        |    |         |     |     |      |                   |
| 17 | Soudan du Sud          | 5  | 3-2     | 456 | 431 | +25  | Tour préliminaire |
| 18 | France                 | 5  | 3-2     | 405 | 394 | +11  | Tour préliminaire |
| 19 | Japon H                | 5  | 3-2     | 416 | 426 | -10  | Tour préliminaire |
| 20 | Égypte                 | 5  | 2-3     | 412 | 411 | +1   | Tour préliminaire |
| 21 | Finlande               | 5  | 2-3     | 425 | 449 | -24  | Tour préliminaire |
| 22 | Nouvelle-Zélande       | 5  | 2-3     | 429 | 463 | -34  | Tour préliminaire |
| 23 | Liban                  | 5  | 2-3     | 397 | 479 | -82  | Tour préliminaire |
| 24 | Philippines H          | 5  | 1-4     | 398 | 419 | -21  | Tour préliminaire |
| 25 | Mexique                | 5  | 2-3     | 410 | 467 | -57  | Tour préliminaire |
| 26 | Angola                 | 5  | 1-4     | 368 | 410 | -42  | Tour préliminaire |
| 27 | Côte d'Ivoire          | 5  | 1-4     | 373 | 433 | -60  | Tour préliminaire |
| 28 | Cap-Vert               | 5  | 1-4     | 366 | 432 | -66  | Tour préliminaire |
| 29 | Chine                  | 5  | 1-4     | 379 | 473 | -94  | Tour préliminaire |
| 30 | Venezuela              | 5  | 0-5     | 371 | 427 | -56  | Tour préliminaire |
| 31 | Iran                   | 5  | 0-5     | 321 | 419 | -98  | Tour préliminaire |
| 32 | Jordanie               | 5  | 0-5     | 369 | 475 | -106 | Tour préliminaire |

## Statistiques

### Leaders statistiques de la compétition
| Nom                     | Match | Total | Moyenne |
| ----------------------- | ----- | ----- | ------- |
| Luka Dončić             | 8     | 216   | 27,0    |
| Jordan Clarkson         | 5     | 130   | 26,0    |
| Lauri Markkanen         | 5     | 124   | 24,8    |
| Shai Gilgeous-Alexander | 8     | 96    | 24,5    |
| Karl-Anthony Towns      | 5     | 122   | 24,4    |

| Nom            | Match | Ro | Rd | Total | Moyenne |
| -------------- | ----- | -- | -- | ----- | ------- |
| Edy Tavares    | 5     | 22 | 40 | 62    | 12,4    |
| Josh Hawkinson | 5     | 15 | 39 | 54    | 10,8    |
| Bruno Caboclo  | 5     | 14 | 32 | 46    | 9,2     |
| Ahmad Dwairi   | 5     | 15 | 30 | 45    | 9       |
| Nikola Vučević | 5     | 13 | 31 | 44    | 8,8     |

| Nom            | Match | Total | Moyenne |
| -------------- | ----- | ----- | ------- |
| Carlik Jones   | 5     | 52    | 10,4    |
| Tremont Waters | 5     | 46    | 9,2     |
| Shea Ili       | 5     | 38    | 7,6     |
| Yuki Kawamura  | 5     | 38    | 7,6     |
| Artūrs Žagars  | 8     | 59    | 7,4     |

| Nom            | Match | Total | Moyenne |
| -------------- | ----- | ----- | ------- |
| Ehab Amin      | 5     | 13    | 2,6     |
| Tremont Waters | 5     | 13    | 2,6     |
| Luka Dončić    | 8     | 20    | 2,5     |
| Paul Stoll     | 5     | 12    | 2,4     |
| Izayah Le'afa  | 5     | 11    | 2,2     |

| Nom                  | Match | Total | Moyenne |
| -------------------- | ----- | ----- | ------- |
| Wenyen Gabriel       | 5     | 13    | 2,6     |
| Anas Mahmoud         | 5     | 11    | 2,2     |
| Georgios Papagiannis | 5     | 9     | 1,8     |
| Edy Tavares          | 5     | 9     | 1,8     |
| Yuta Watanabe        | 5     | 9     | 1,8     |

| Nom             | Match | Total | Moyenne |
| --------------- | ----- | ----- | ------- |
| Tremont Waters  | 5     | 26    | 5,2     |
| Luka Dončić     | 8     | 34    | 4,3     |
| Freddy Ibrahim  | 4     | 17    | 4,3     |
| Jordan Clarkson | 5     | 21    | 4,2     |
| Ehab Amin       | 5     | 19    | 3,8     |

### Records individuels

#### Sur un match
| Stats            | Joueur                  | Adversaire       | Total |
| ---------------- | ----------------------- | ---------------- | ----- |
| Points           | Rondae Hollis-Jefferson | Nouvelle-Zélande | 39    |
| Points           | Karl-Anthony Towns      | Porto Rico       | 39    |
| Points           | Dillon Brooks           | États-Unis       | 39    |
| Rebonds          | Josh Hawkinson          | Finlande         | 19    |
| Passes décisives | Artūrs Žagars           | Lituanie         | 17    |
| Interceptions    | Stephen Thompson Jr.    | Soudan du Sud    | 5     |
| Interceptions    | Raul Neto               | Iran             | 5     |
| Contres          | Wenyen Gabriel          | Angola           | 6     |

## Récompenses
Le MVP (meilleur joueur) de la compétition est l'Allemand Dennis Schröder.
Le 5 majeur de la compétition (All-Star Team) est composé de :
- Dennis Schröder
- Bogdan Bogdanović
- Shai Gilgeous-Alexander
- Anthony Edwards
- Luka Dončić

Pour la première fois de l'histoire, un deuxième cinq majeur (All-Second Team) est aussi choisi. Il est composé de :
- Simone Fontecchio
- Artūrs Žagars
- Jonas Valančiūnas
- Nikola Milutinov
- Franz Wagner

Le meilleur défenseur est le Canadien Dillon Brooks et le meilleur entraîneur, celui de l'équipe de Lettonie, l'Italien Luca Banchi.